# Andrea Nahles
Andrea Maria Nahles (Mendig, Renania-Palatinado, 20 de junio de 1970) es una política, filósofa y filóloga alemana.
Es miembro desde el año 1988 del Partido Socialdemócrata de Alemania (SPD).
Actualmente es diputada del Bundestag de Alemania. La expresidenta del SPD antiguamente se desempeñó como Ministra de Empleo y Asuntos Sociales.

## Biografía
Licenciada en filosofía y germanística por la Universidad de Bonn.
En el mundo de la política entró en el año 1988 ingresando en el Partido Socialdemócrata de Alemania (SPD).
Comenzó siendo representante de la juventud en el Bundestag de Alemania (Parlamento Nacional) por la circunscripción del distrito de Mayen-Koblenz, entre 1993 y 1995 por el Estado de Renania-Palatinado y en el último año se convirtió en la Represente Nacional de la Juventud en sucesión del político Thomas Westphal hasta 1999.
Desde 1997 forma parte de la ejecutiva del SPD.
En el año 2000, fue una de las fundadoras del Foro Demokratische Linke 21 (Foro de la Izquierda Democrática 21) y además perteneció al sindicato de la metalurgia IG Metall, a la asociación sin ánimo de lucro sobre la energía renovable Eurosolar y a la Asociación por una Tasa a las Transacciones Financieras Especulativas para Ayuda a los Ciudadanos (Attac).
El 31 de octubre de 2005 fue elegida Secretaria General del SPD.
Tras la nueva remodelación del tercer gabinete de la canciller Angela Merkel, el 17 de diciembre de 2013 fue nombrada nueva Ministra de Trabajo y Asuntos Sociales, desempeñando el cargo hasta 2017.
En abril de 2018 fue elegida nueva presidenta del SPD en un Congreso del partido, con un 66% de los votos de los delegados.
Anunció su dimisión como líder del SPD el 2 de junio de 2019, después de los malos resultados del partido en las elecciones al Parlamento Europeo y en las elecciones en Bremen. El 1 de noviembre de 2019, se retira de todos sus cargos políticos.